# Cornelisz
Cornelisz, eigentlich Corneliszoon, ist ein niederländisches Patronym mit der Bedeutung „Sohn des Cornelis“.

## Namensträger
- Claes Cornelisz. Moeyaert (1591–1655), niederländischer Maler
- Cornelis Corneliszoon (um 1550–um 1600), Erfinder der Sägemühle
- Cornelis Cornelisz van Haarlem (1562–1638), niederländischer Maler, Mitbegründer der Haarlemer Akademie
- Hendrick Cornelisz. van Vliet (1611/1612–1675), niederländischer Maler
- Hendrick Cornelisz. Vroom (etwa 1563–1640), niederländischer Maler und Zeichner
- Jacob Cornelisz van Neck (1564–1638), niederländischer Marineoffizier
- Jacob Cornelisz. van Oostsanen (auch Jacob Cornelisz. van Amsterdam; vor 1470–1533), niederländischer Maler und Holzschnittmeister
- Jan Cornelisz. Moeyaert (* 1606, † zwischen 1660 und 1680), niederländischer Maler
- Jan Cornelisz Vermeyen (um 1500–1559), niederländischer Maler, Radierer, Zeichner und Tapetendesigner
- Jeronimus Cornelisz (1598–1629), Anführer einer Meuterei
- Pieter Cornelisz van Soest (aktiv um 1640–1667), niederländischer Maler
- Willem Cornelisz  Schouten (um 1580–1625), holländischer Seefahrer